# Priscilla (piosenkarka)

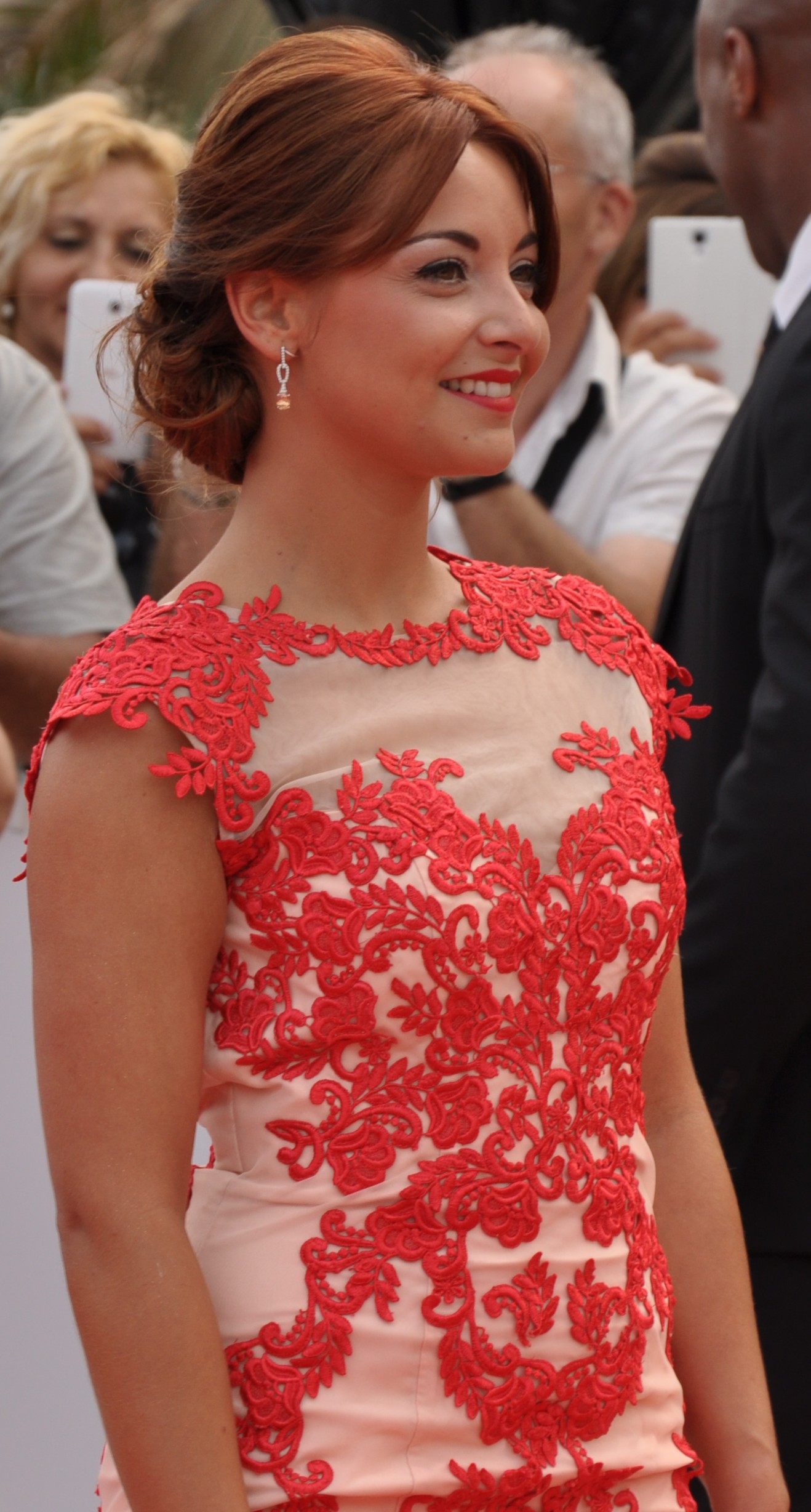
Priscilla Betti w Monte Carlo, 2015

Priscilla Betti (właściwie Préscillia Cynthia Samantha Betti; ur. 2 sierpnia 1989 roku w Nicei) – francuska piosenkarka i aktorka.
Ma 2 siostry: Sandrę i Severine. Występuje w serialu Chante (jako Tina), który jest emitowany na kanale M6.

## Dyskografia

### Albumy
- 2002: Cette Vie Nouvelle
- 2003: Priscilla
- 2004: Une fille comme moi
- 2005: Bric à brac
- 2007: Casse Comme Du Verre

### Single
- 2001:
  - Quand je serais jeune

- 2002:
  - Cette vie nouvelle
  - Bla bla bla

- 2003:
  - Regarde moi (teste moi, déteste moi)
  - Tchouk Tchouk Music

- 2004:
  - Toujours pas d'amour
  - Toi c'est moi
  - Jalousie

- 2005:
  - Bric à brac
  - Je danse donc je suis
  - Entre les deux (je balance)! (Single Happy Meal)

- 2006:
  - Mission Kim Possible

- 2007:
  - Chante
  - Casse comme du verre

## Filmografia
- 1999: Annie, reż. Rob Marshall, jako Annie (głos)
- 2004: Albert est méchant, reż. Hervé Palud, jako Chelsea Lechat

### Telewizja
- 2007: Chante ! (serial), jako Tina
- 2011: Autoroute Express, seria 3 (serial), reż. Florian Hessique, jako Priscilla